# クロベリー・ブロムリー
クロベリー・ブロムリー（英語: Clobery Bromley、1685年12月18日洗礼 – 1711年3月20日）は、グレートブリテン王国の政治家。庶民院議長サー・ウィリアム・ブロムリーの長男であり、1710年12月から1711年3月まで庶民院議員を務めたが、父に先立って死去した。

## 生涯
庶民院議長サー・ウィリアム・ブロムリーと1人目の妻キャサリン・クロベリー（Catherine Cloberry、1688年没、ジョン・クロベリーの娘）の息子として生まれ、1685年12月18日に生まれた。1694年よりラグビー校で教育を受けた後、1703年4月29日にオックスフォード大学クライスト・チャーチに入学、少なくとも4年間在学した。
1708年3月25日、ドロシー・ブロムリー（Dorothy Bromley、ウィリアム・ブロムリー（1656年 – 1707年）の娘）と結婚したが、2人の間に子供はいなかった。
1710年イギリス総選挙に出馬しなかったが、同年末にコヴェントリー選挙区の現職議員が死去すると、ブロムリーは補欠選挙に出馬して無投票で当選した。議会ではオクトーバー・クラブ（トーリー党の会派）の活動で活躍したが、カントリ派の政策を支持したため、政権を握るロバート・ハーレーには嫌われ、ハーレーがブロムリーの父に抗議するほどだった。
1711年3月19日にCommissioner of Public Accountsの1人に選出されたが、そのときにはすでに天然痘を患っており、翌日に病死した。庶民院は議長に「葬儀や感傷の時間」（to perform the funeral rites, and to indulge his just affliction）を与えるために1週間の停会を可決した。この出来事に対し、ジョナサン・スウィフトは立派な行動であると称えた一方、ハーレーが直近にアントワーヌ・ド・ギスカールによる暗殺計画から逃れたばかりで庶民院の会議にも欠席しがちだったためとの推測もした。遺言状に基づき、領地は父が継承した。

## 人物
庶民院議員には3か月ほどしか務めなかったが、スウィフトやウィリアム・ピッティス（William Pittis）は著作でブロムリーの才能を称え、特にピッティスはブロムリーが長生きしなかったことを嘆いた。